# Gruba Jodła

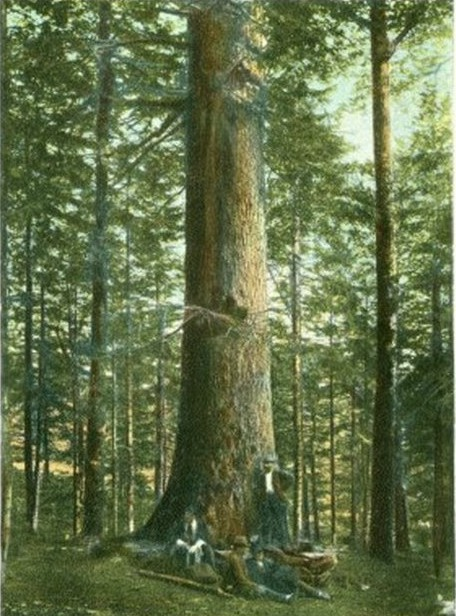
„Gruba Jodła” na pocztówce z 1890

Gruba Jodła (niem. Dicke Tanne) – okaz jodły pospolitej (Abies alba), który rósł w tzw. Kniei Czatożańskiej na północnych stokach Babiej Góry. Było to największe drzewo znane z terenu dzisiejszego Babiogórskiego Parku Narodowego i najstarsza jodła na terenie całej Polski
Według pomiarów Hugona Zapałowicza obwód jodły w pierśnicy wynosił 6,76 m. Jej wiek w chwili śmierci szacowany jest na ponad 600 lat natomiast wysokość na 55–65 metrów.
„Gruba Jodła” stanowiła jedną z atrakcji Babiej Góry na przełomie XIX i XX wieku, w okresie, gdy rozpoczynał się organizować ruch turystyczny w tej części Karpat. Rosła w pobliżu polany Czarna Cyrhel, na wysokości 860 m n.p.m., mniej więcej w połowie dzisiejszego żółtego szlaku z Zawoi Składów na Markowe Szczawiny (tzw. Górnym Płajem). Pod koniec XIX wieku wskutek trafienia przez piorun zaczęła próchnieć, a jej ostateczne zniszczenie spowodowali pasterze z polany Czarna Cyrhel, którzy w wypróchniałym pniu rozpalili ognisko. W 1914 roku drzewo zakończyło swój żywot na skutek powalenia przez wiatr. W 1960 roku na wniosek prof. Władysława Szafera dokonano w betonie rekonstrukcji odziomka pnia „Grubej Jodły”.
Gruba Jodła rosła w granicach wsi Zawoja, w województwie małopolskim, w powiecie suskim, w gminie Zawoja. Obecnie na jej miejscu na mapie Geoportalu opisane jest uroczysko Gruba Jodła, obok niego zarastająca polana Czarna Cyrhel.